# Fiscus
Pour les articles homonymes, voir Fiscus (homonymie).
Le fiscus, terme latin dont sont issus les mots fisc et fiscalité, désigne à l'origine la corbeille ou le panier de jonc ou d'osier qui recueille les deniers versés par les contribuables pour être remis à la caisse centrale de Rome ou à la caisse provinciale puis par extension à la cassette impériale.

## Histoire
Auguste met en place un système qui laisse au sénat le contrôle des finances, mais uniquement en apparence. Le trésor, l'Ærarium, comme l'empire, est alors découpé en province. Les trésors publics locaux, toujours appelés Ærarium, sont sous la dépendance du fiscus, trésor central, aux mains de l'empereur. Ceci modifie profondement la répartition des pouvoirs entre le Sénat et l’Empereur durant le Haut-Empire. Les sénateurs gardent le contrôle de l'Ærarium dans chaque province, qui verse ses recettes fiscales au fiscus. Le fiscus est dirigé par un affranchi, le rationalis indépendant du système des classes sociales romaines.
Après Tibère, le fiscus devint un fonds personnel incluant les fonds de réserve, les recettes fiscales, les terres privées de l'empereur et les terres publiques. Sous le règne de Vespasien, le fiscus judaicus est prélevé sur la communauté juive de l'Empire.
À partir de Septime Sévère, le pouvoir central se renforce encore. Le fiscus devient l'ensemble des recettes de l'État romain et il est séparé en patrimoine privé de l'empereur et héritage de la maison royale. Les détails de cette séparation sont très discutés par les historiens. Sous Hadrien, le rationalis, très impopulaire et corrompu, est chapeauté par un membre de l'ordre équestre. Sous Dioclétien apparaît ce qui peut s'apparenter à un ministre des Finances, le comes sacrarum largitionum, comte des largesses sacrées. Son pouvoir s'étend sur le sacrum aerarium, réunion des aerarium et du fiscus.
Juvénal en fait une satire, en écrivant que la grande taille de la mer Adriatique est due au fisc de Domitien.